# Francesco Rutelli
Francesco Rutelli (ur. 14 czerwca 1954 w Rzymie) – włoski polityk, były burmistrz Rzymu, były minister i eurodeputowany, parlamentarzysta.

## Życiorys
Ukończył studia z zakresu architektury na Uniwersytecie Rzymskim – Sapienza. Początkowo próbował swoich sił w malarstwie, zorganizował kilka wystaw w rzymskich galeriach, na których prezentował swoje surrealistyczne kolaże.
Działalność polityczną rozpoczął, wstępując do partii Włoscy Radykałowie, której w 1980 został sekretarzem. W tym czasie optował za libertariańskimi jak na tamte czasy poglądami, był zwolennikiem legalizacji aborcji, posiadania marihuany i jednostronnego rozbrojenia.
W latach 1983–1994 zasiadał w Izbie Deputowanych IX, X i XI kadencji. Pod koniec lat 80. dołączył do Federacji Zielonych, stając się jednym z jej liderów. W 1993 powołano go na urząd ministra środowiska i obszarów wiejskich, sprawował tę funkcję przez kilka dni. W tym samym roku został wybrany na burmistrza Rzymu jako kandydat centrolewicowej koalicji (pokonując Gianfranca Fini). Urząd ten zajmował do 2001.
W latach 1999–2001 zasiadał w Parlamencie Europejskim, do którego wybrano go z listy nowej partii Romano Prodiego – Demokratów. W 2001 został pokonany przez Silvia Berlusconi jako kandydat na premiera z ramienia koalicji Drzewo Oliwne. W tym samym roku powrócił do Izby Deputowanych jako poseł XIV kadencji. 24 marca 2002 razem z Demokratami przystąpił do nowej partii Demokracja to Wolność – Stokrotka, w której objął stanowisko prezydenta.
W wyborach w 2006 został deputowanym XV kadencji. W drugim rządzie Romano Prodiego objął tekę wicepremiera oraz ministra kultury i turystyki. Funkcje te pełnił przez dwa lata. W 2007 przystąpił do nowo powołanej Partii Demokratycznej.
W 2008 został senatorem XVI kadencji, obejmując kierownictwo jednej z komisji. Mandat sprawował do 2013. W 2009 odszedł z PD, powołując centrowy Sojusz dla Włoch.
Od 2004 przez kilkanaście lat był współprzewodniczącym Europejskiej Partii Demokratycznej. W 2019 został prezesem związanego z nią think tanku pod nazwą Institute of European Democrats.